# Nereocystis luetkeana
Genre
Espèce

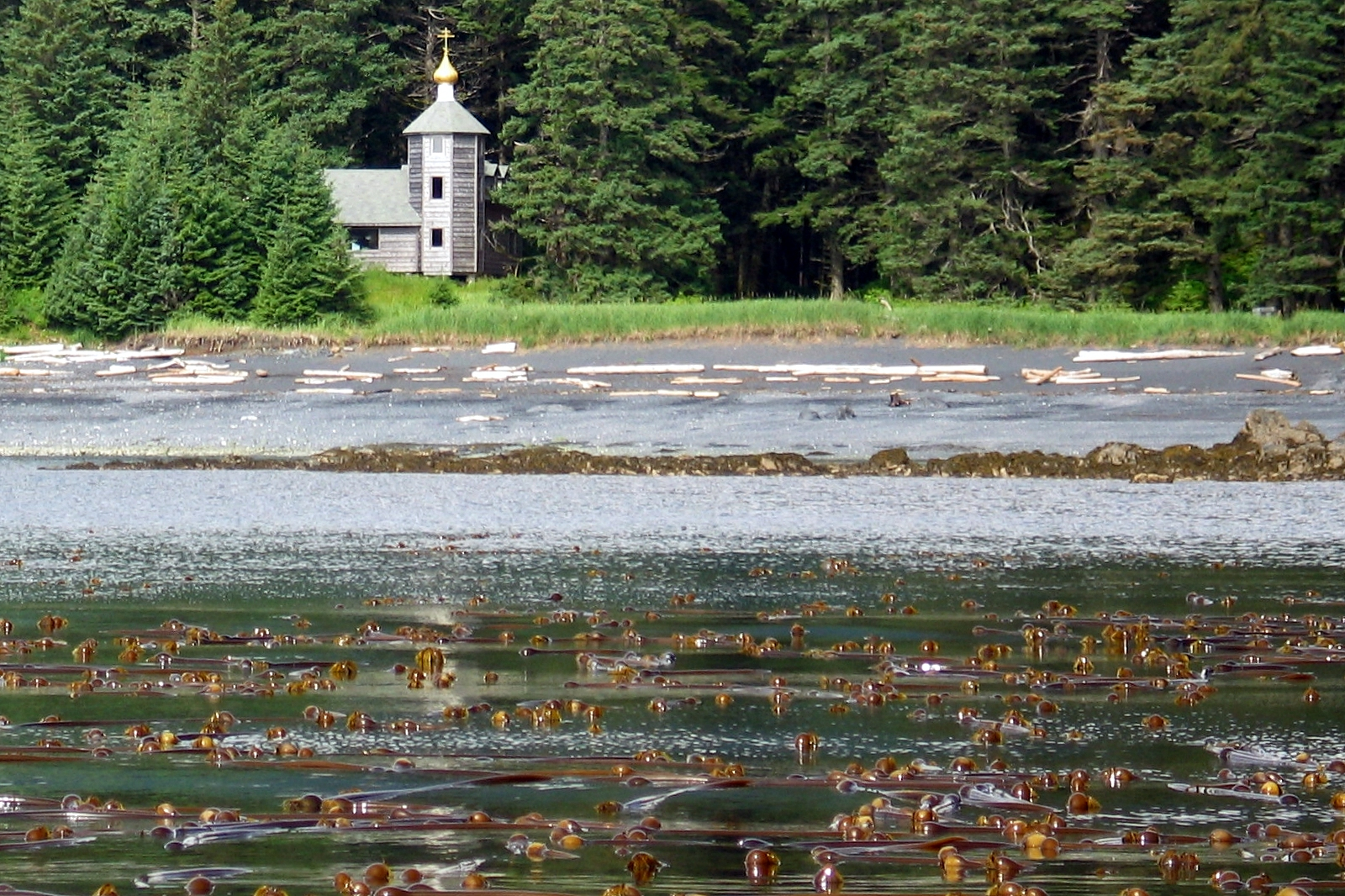
Nereocystis luetkeana forme le long des côtes de l'Alaska des "forêts" de kelp dont on peut voir à la surface les flotteurs et les frondes qui en partent.

Nereocystis luetkeana, le néréocyste, est une espèce d'algues brunes géantes à cycle annuel de la famille des Laminariaceae. C'est le seul représentant du genre Nereocystis. 
Elle est présente dans les eaux froides de la côte pacifique nord-américaine, où elle a été découverte par Karl Heinrich Mertens et Alexandre Postels pendant leur voyage autour du monde sur le Séniavine (1826-1829). Mertens la nomme d'abord Fucus luetkeanus dans une lettre à son père, le phycologue Franz Carl Mertens. Il remarque que les Aléoutes s'en servent comme ligne pour la pêche. 
Son nom commémore le capitaine de l'expédition, Friedrich von Lütke.

### GenreNereocystis
- (en) Catalogue of Life : Nereocystis Postels & Ruprecht, 1840 (consulté le 20 décembre 2022)
- (en) AlgaeBase : genre Nereocystis Postels & Ruprecht, 1840 (consulté le 22 novembre 2012)
- (fr + en) ITIS : Nereocystis (consulté le 22 novembre 2012)
- (en) WoRMS : Nereocystis Postels & Ruprecht, 1840 (+ liste espèces) (consulté le 22 novembre 2012)
- (en) NCBI : Nereocystis (taxons inclus) (consulté le 22 novembre 2012)

### EspèceNereocystis luetkeana
- (fr) SeaLifeBase : espèce Nereocystis luetkeana (+ noms communs) (consulté le 22 novembre 2012)
- (en) AlgaeBase : espèce Nereocystis luetkeana (K.Mertens) Postels & Ruprecht 1840 (consulté le 22 novembre 2012)
- (en) WoRMS : espèce Nereocystis luetkeana (K.Mertens) Postels & Ruprecht, 1840 (consulté le 22 novembre 2012)
- (en) NCBI : Nereocystis luetkeana (taxons inclus) (consulté le 22 novembre 2012)